# Anna di Forez
Anna di Forez detta anche Anna Delfina d'Alvernia (1358 – Moulins, 22 settembre 1417) è stata Duchessa consorte di Borbone e Contessa consorte di Clermont, dal 1371 al 1410 e Contessa di Forez dal 1372 alla sua morte.

## Origine
Secondo l'Extrait des registres de Parlement datato 1436, Anna era l'unica figlia del Conte di Clermont e di Montferrand e Delfino d'Alvernia, Beraldo II e di Giovanna di Forez († 1369), figlia di Guido VII Conte di Forez e della moglie Giovanna di Clermont, come ci viene confermato dal contratto di matrimonio stipulato il 22 giugno 1357.
Beraldo II delfino d'Alvernia era il figlio maschio primogenito del Delfino d'Alvernia, Conte di Clermont e di Montferrand, Beraldo I e della moglie, Maria de la Vie, come conferma lo storico, chierico, canonista e bibliotecario francese, Étienne Baluze), figlia di Pietro II de La Vie, visconte di Villemur, e di Maria Duèze, che secondo la Histoire générale de la province de Quercy. Tome 2 era sorella di Papa Giovanni XXII, nato Jacques Duèze.

## Biografia
Secondo il capitolo XII della Histoire des ducs de Bourbon et des comtes de Forez, Volume 2, Anna nacque nel 1358 e all'età di tre anni fu promessa al ventiquattrenne duca di Borbone, Luigi II; il fidanzamento fu ufficializzato nel 1368, il 14 luglio.
Dopo due anni arrivò la dispensa papale, come ci viene confermato dalla Bolla di papa Urbano V, datata 1370.
Una lettera del re di Francia, Carlo V, nel maggio 1370 autorizzò il suo futuro marito, Luigi di appropriarsi, alla morte del conte, Giovanni II, zio di Anna, del titolo di conte di Forez, che Luigi, dopo il matrimonio e dopo la morte del conte cedette alla moglie.
All'età di circa 10 anni, Anna era rimasta orfana di madre, e suo padre, Beraldo, nel 1371, si sposò, in seconde nozze, con Giovanna d'Alvernia († 1373), come conferma il contratto di matrimonio stipulato il 14 giugno 1371, a Châteauvieux (Loir-et-Cher), che non gli diede figli.
In quello stesso anno, il 19 agosto 1371, Anna sposò il terzo Duca di Borbone e fu Conte di Clermont, Luigi II, discendente dal re di Francia, San Luigi IX, che, sia secondo la Histoire du Bourbonnais et des Bourbons qui l'ont possédé, Volume 1, che secondo la Histoire généalogique et chronologique de la maison royale de France era  figlia del secondo Duca di Borbone e Conte di Clermont, Pietro I e di sua moglie, la principessa francese Isabella di Valois, che, secondo la Chronique parisienne anonyme du XIVe siècle era figlia del conte di Valois, Conte di Angiò e del Maine, conte d'Alençon e conte di Chartres, che fu anche Imperatore consorte titolare dell'Impero Romano d'Oriente e re titolare d'Aragona, Carlo di Valois e della sua terza moglie, Matilde di Châtillon.
Dopo essere rimasto vedovo per la seconda volta, suo padre, Beraldo, nel 1374, si sposò, in terze nozze, con Margherita di Sancerre († 1419), come conferma il contratto di matrimonio stipulato il 27 giugno 1374, a Riom, che gli diede alcuni figli maschi, per cui, Anna non fu più l'erede delle contee di Clermont e di Montferrand e del Delfinato d'Alvernia.
Giovanna di Borbone (1312-1402) zia di suo marito Luigi II, vedova del defunto conte Guigues VII de Forez, genitori dello zio di Anna, il defunto conte di Forez, Giovanni II, nel 1382, cedette ogni suo diritto sulla contea a lei ed al marito.
Nel gennaio del 1409, suo marito, Luigi II, fece un secondo testamento in cui specificò di voler essere sepolto a Souvigny, confermando suo figlio, Giovanni, erede universale, raccomandando a Anna di lasciare a Giovanni anche la contea di Forez, in modo da non dividere i domini della casata, destinando l'usufrutto della signoria di Beaujolais a Anna, destinando inoltre 40.000 franchi alla figlia Isabella, per il suo matrimonio, ed infine definendo gli esecutori testamentari, tra cui Anna.
Anna, nel 1410 rimase vedova; suo marito, Luigi II, morì il 19 agosto 1410, a Montluçon e fu tumulato nella cappella del Priorato di Souvigny. A Luigi succedette il figlio, Giovanni, come Giovanni I.
Nel settembre del 1416, Anna fece testamento in cui specificò che suo figlio, Giovanni, fosse l'erede universale, facendo anche alcune donazioni.
Anna morì il 22 settembre 1417, a Moulins e fu inumata nella cappella del Priorato di Souvigny, accanto al marito.
Ad Anna, nella contea di Forez, succedette il figlio Giovanni.

## Figli
Anna diede a Luigi quattro figli:
- Catherine (1378- morta giovane)[7];
- Giovanni (1381-1434), citato nei due testamenti del padre e della madre[18][20], duca di Borbone[19].
- Isabelle (1384-dopo il 1451), citata nel testamento del padre[18];
- Louis, signore di Beaujeu (1388-1404), citato nel documento n° 4796 dei Titres de la maison ducale de Bourbon[23].

### Fonti primarie
- (LA)  Chronique parisienne anonyme du XIVe siècle.
- (LA)  (FR)  Titres de la maison ducale de Bourbon, tome premier
- (LA)  Baluze, Preuves de l'Histoire généalogique de la maison d'Auvergne, tome 2.
- (LA)  Preuves de l'Histoire généalogique de la maison d'Auvergne.
- (LA, FR)  Histoire généalogique des ducs de Bourgogne de la maison de France.

### Letteratura storiografica
- (FR)  Baluze, Histoire généalogique de la maison d'Auvergne, tome 1.
- (FR)  Histoire générale de la province de Quercy. Tome 2.
- (FR)  Histoire généalogique et chronologique de la maison royale de France, Ducs de Bourbon.
- (FR)  #ES Histoire du Bourbonnais et des Bourbons qui l'ont possédé, Volume 1.
- (FR)  Histoire des ducs de Bourbon et des comtes de Forez, Volume 2
- (FR)  Histoire des ducs de Bourbon et des comtes de Forez, Volume 3